# Angle Inlet
Angle Inlet è un census-designated place e unincorporated area degli Stati Uniti d'America, nello stato del Minnesota, nella Contea di Lake of the Woods. Nel 2010 contava 60 abitanti. 
Fa parte del Northwest Angle, un posto che via terra confina solo con il Canada e che amministrativamente coincide con la township The Angle. È il punto più settentrionale degli Stati Uniti d'America contigui.